# Saló Internacional del Còmic de Barcelona de 1994
El 12è Saló Internacional del Còmic de Barcelona es va celebrar entre el dijous 6 i el diumenge 9 de maig de 1994 a l'Estació de França.
La gran novetat del Saló va ser la seva estrena a l'Estació de França, després de 3 edicions havent-se celebrat a l'antic Mercat del Born, recinte que s'havia quedat petit. Contra tot pronòstic, el Saló va restar finalment 11 anys al nou emplaçament, malgrat el caràcter provisional que inicialment tenia la nova ubicació. Joan Navarro manifestava que «quan s'hagi acabat aquesta convocatòria, hem de començar la missió impossible de buscar un nou emplaçament per a la següent edició, perquè l'Estació de França no estarà disponible». El nous Saló al recinte ferroviari va comptar amb 8.000 m², repartits entre l'espai ocupat per les exposicions, 125 estands comercials més els estands internacionals, formats per 32 editorials de 10 països diferents.
El país invitat fou França, que va presentar una mostra dels seus còmics i artistes en les exposicions Le Paris de Tardi i Couleur directe, amb obres originals de Jacques Tardi, Enki Bilal, Édika, Loustal, Alex Varenne i Edmond Baudoin, entre d'altres.
A part del nou emplaçament, l'altra novetat d'enguany va residir en l'equip organitzatiu del Saló. Per una banca, l'il·lustrador Gin fou designat president honorífic. Per altra banda, Marta Sierra i Antoni Guiral s'estrenaven com a director artístic i tècnic, respectivament. El trio organitzatiu l'acabava de completar Joan Navarro. Es tractava de la setena vegada consecutiva que Navarro assumia la coordinació del Saló i aquesta edició també fou la seva darrera. A partir de 1995, fou Carles Santamaría qui assumiria la direcció del Saló.
Jona Navarro va deixar com a llegat un Saló que s'havia desprès del seu caràcter embrionari per esdevenir un fenomen de masses, que en la present edició tancava les portes amb una assistència de 80.000 visitants. Fou també durant la seva presidència que el 1988 el Saló va introduir el Gran Premi, el Premi a la Millor Obra i el Premi a l'Autor Revelació; guardons que es completarien el 1989 amb la incorporació del Premi a la Millor Obra Estrangera i el Premi al Millor Fanzine. També sota la seva direcció el Saló va introduir la figura de país invitat, amb la qual va néixer la tradició de les grans exposicions que a llarg termini derivarien en Salons basats en eixos temàtics. Els primers països invitats foren el Regne Unit (1991), Alemanya (1992), Japó (1993) i França (1994). Altres exposicions memorables de la seva etapa foren la dedicada al 50è aniversari de The Spirit (1990), "Bugs Bunny: 50 anys molt animats" (1991), "75 anys del TBO" (1992) i les exposicions dedicades als guanyadors dels premis de l'edició precedent, que es van anar convertint en una tradició.

## Cartell
Daniel Torres fou el responsable d'il·lustrar el cartell de la 12a edició del Saló. L'any anterior, Torres havia obtingut el premi a la millor obra pel còmic El octavo día. El cartell mostra la figura d'un personatge en esmòquing dibuixat en estil molt clàssic. La part frontal de l'esmòquing conté una pàgina de còmics dividida en sis vinyetes rectangulars en les quals s'entreveuen temes futuristes, globus de còmic i herois emmascarats, dibuixats amb un traç més modern, a l'estil de còmics com El octavo día.

## Exposicions

### Exposicions centrals
- Couleur directe. Mostra consagrada a la bande dessinée de França, que mostrà les principals produccions del còmic recents. Va incloure 180 originals de 26 autors francesos entre els quals destaven Loustal, Baudoin, Enki Bilal, Varenne i Moebius.[6]

- Le Paris de Tardi. Exposició itinerant provinent de Xile i que es mostrà per primer cop a Europa, abans de ser exhibida també a París. Constà de 84 il·lustracions originals i tres serigrafies del dibuixant francès Jacques Tardi.

- Exposició sobre Ivà. Homenatge pòstum al dibuixant Ivà, autor de les populars sèries Makinavaja, el último choriso i Historias de la puta mili, que havia mort en un accident de tràfic tot just feia uns mesos.

- Exposició sobre Alberto Breccia. Homenatge pòstum a l'il·lustrador argentí Alberto Breccia, que havia mort feia un any, i que en la present edició competia per la Millor obra estrangera amb Informe sobre ciegos, guardó que va guanyar a títol pòstum.

- Exposició sobre Arturo Moreno. Homenatge pòstum a l'il·lustrador valencià Arturo Moreno, mort l'any previ.

### Exposicions fora del recinte de l'Estació de França
- Gin. Exposició dels dibuixos de Gin, director de la revista d'humor El Jueves i president honorífic del Saló. L'exposició es va mostrar a la sala Santa Madrona, a Barcelona.

- Cuttlas microfilms. Exposició de Calpurnio, premi a l'Autor Revelació de 1993 per El bueno de Cuttlas. L'exposició va tenir lloc a la sala Vinçon.

- Exposició a la Sala Benet Costa, amb un original de Baudoin.

### Exposicions dedicades als guanyadors de l'edició precedent
- Exposició monogràfica dedicada a l'il·lustrador Alfonso Font, guanyador del Gran Premi del Saló de 1993.

- Exposició monogràfica dedicada a l'il·lustrador valencià Daniel Torres, guanyador de la Millor Obra de 1993 per El octavo día.

- Exposició de Jaime Hernández, guanyador de la Millor Obra Estrangera de 1993 per Las mujeres perdidas.

## Invitats
Invitats internacionals destacats: Loustal, Baudoin, Enki Bilal, Édika, Varenne, Vince i Jacques Tardi. També van confirmar l'assistència Janry i Tome, autors de Le Petit Spirou, el dibuixant belga Yslaire i Sergio Aragonés.

## Palmarès

### Gran Premi del Saló
Premi dotat amb un milió de pessetes.
- Francisco Ibáñez

### Millor obra
Premi dotat amb 500.000 pessetes.
| Títol             | Autor                       | Editorial    |
| ----------------- | --------------------------- | ------------ |
| Traç de guix      | Miguelanxo Prado            | Norma        |
| Eva Medusa        | Antonio Segura Ana Miralles | Glénat       |
| Hermino bolaextra | Mauro Entrialgo             | El Pregonero |
| Marco Antonio     | Mique Beltrán               | Glénat       |

### Millor obra estrangera
Premi sense dotació econòmica.
| Títol                | Títol original       | Autor           | Editorial | País         |
| Informe sobre ciegos | Informe sobre ciegos | Alberto Breccia |           | Argentina    |
| Sin City             | Sin City             | Frank Miller    | Norma     | Estats Units |
| Sambre               | Sambre               | Yann Yslaire    | Glénat    | Bèlgica      |

### Autor revelació
Premi dotat amb 250.000 pessetes.
| Autor           | Títol              | Editorial |
| --------------- | ------------------ | --------- |
| Mauro Entrialgo | Herminio Bolaextra |           |
| Ana Miralles    |                    |           |
| Mónica          |                    |           |

### Millor fanzine
Premi dotat amb 100.000 pessetes
- Mondo Lirondo.

### Menció especial
El jurat va voler rendir homenatge als recents desapareguts, com José Escobar, Eduardo Vañó, Eugenio Giner, Alberto Breccia, Jack Kirby, Ivà i l'escola valenciana de la postguerra de la qual formaren part Palop, Sanchís, Karpa o Soriano Izquierdo.

## Pressupost
El pressupost del Saló fou de 72 milions de pessetes, el 40% del qual fou conjuntament aportat per la Generalitat de Catalunya, l'Ajuntament de Barcelona i el Ministeri de Cultura.
La nova organització va expressar les dificultats financeres que travessava el Saló i es va queixar de la Generalitat, que encara no havia abonat la subvenció atorgada a l'edició de l'any previ. Les exposicions sobre la bande dessinée francesa i el monogràfic sobre Tardi van ser només possibles gràcies a l'ajuda de l'Association Française d'Action Artistique (AFAA), del ministeri de cultura francès i del ministeri d'assumptes exteriors, que havien treballat conjuntament amb l'Institut Français de Barcelona.